# Irlanda medievale
L'irlanda medievale è il periodo che si estende dalla conversione dell'isola al Cristianesimo fino alla conquista dei Tudor di fine Quattrocento. È un lungo lasso di tempo divisibile in tre grossi tronconi, ovvero l'opera di conversione cristiana tra il 400 e l'800 d.C., il periodo delle invasioni vichinghe terminato nel 1100 ed il terzo ed ultimo caratterizzato dall'inizio dell'influenza normanna.
In questo lungo periodo l'isola d'Irlanda attraversò varie condizioni: se nei primi secoli essa fu uno dei centri d'irradiazione culturale e spirituale dell'Europa del tempo, in seguito essa si isolò parzialmente dal resto del continente e fu estranea alla maggior parte dei fenomeni e dei movimenti dell'Europa del tempo.

## L'arrivo e la diffusione del Cristianesimo (400-800)
I secoli centrali del I millennio d.C. determinarono grandi cambiamenti in Irlanda.
Niall dei Nove Ostaggi (morto c.450/455) aveva gettato le basi della dinastia Uí Néill nell'ovest e nel nord dell'Irlanda, ma aveva anche preparato un assetto politico iniziale per quel che sarebbe stata l'Irlanda medievale. Politicamente, inoltre, l'antica ed enfatizzata alleanza tribale fu rimpiazzata nell'VIII secolo da una più moderna e tipicamente medievale successione dinastica al trono. Molti regni e tribù in passato potenti sparirono nel corso degli anni, mentre i temuti pirati irlandesi continuavano le loro razzie su tutta la costa occidentale britannica, anticipando ciò che avrebbero fatto poi i vichinghi nella loro terra. Alcuni di loro arrivarono a fondare nuovi interi regni in Galles, Pittia e Cornovaglia. Gli Attacotti del Leinster meridionale potrebbero aver combattuto nelle legioni romane tra metà e fine 300.

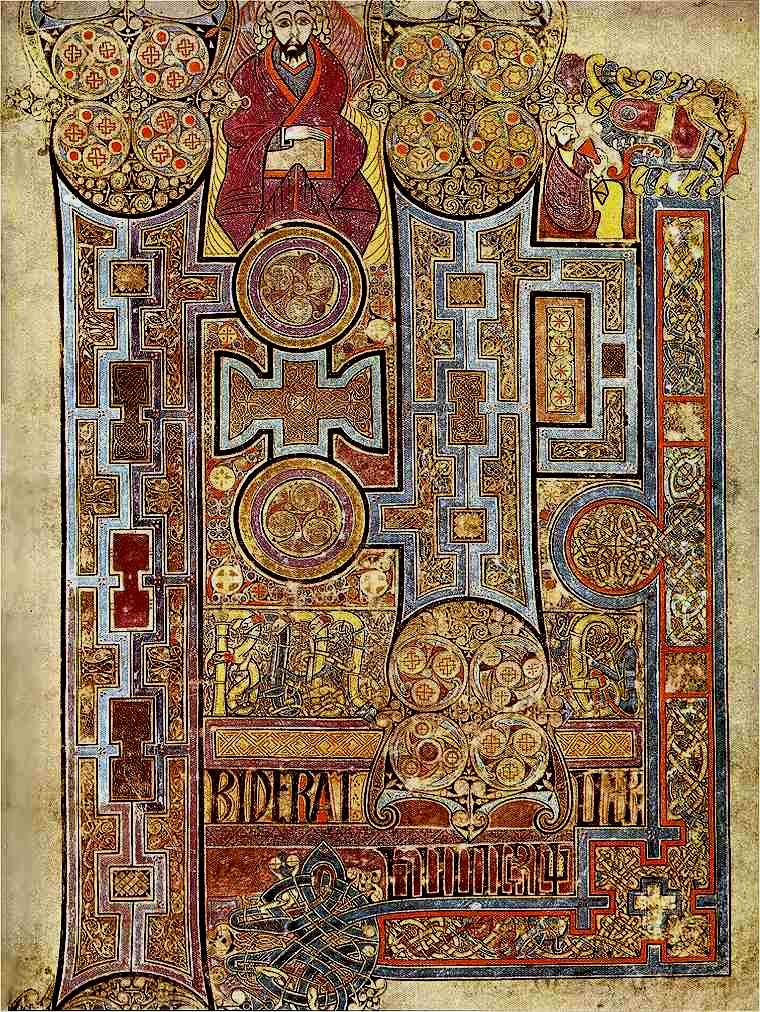
Una pagina dal celebre Libro di Kells, che apre il Vangelo secondo Giovanni.

Probabilmente furono alcuni che tornarono successivamente tra ricchi mercenari, mercanti o addirittura schiavi catturati in Gran Bretagna o Gallia, che portarono la nuova fede cristiana in Irlanda. Alcune fonti sostengono, infatti, che ci fossero missionari attivi nell'Irlanda meridionale ben prima della comparsa di San Patrizio. Qualunque fossero state le vie, e sicuramente furono molte, la nuova fede si radicò molto velocemente e profondamente nell'isola.
Tradizione vuole che nell'anno 432, San Patrizio arrivò sull'isola e, negli anni che seguirono, si adoperò alla conversione dell'Irlanda al Cristianesimo. Secondo Prospero di Aquitania, storico del tempo, già Palladio, nel 431, era stato dal Papa inviato in Irlanda come "primo vescovo per gli Irlandese a credere in Cristo", il che dimostra come ci fossero già Cristiani sull'Isola. Secondo le ricostruzioni più coerenti, sembra oggi che Palladio abbia operato semplicemente come vescovo per la comunità cristiana irlandese, e solamente nei regni di Leinster e Meath, mentre Patrizio — che tra l'altro potrebbe essere arrivato nel 461 — lavorò quasi soltanto e soprattutto come missionario nell'Irlanda pagana, convertendo le popolazioni stanziate nelle terre più remote di Ulster e Connacht.
Patrizio è tradizionalmente ritenuto autore di un metodo di conversione molto conservatore delle tradizioni irlandese, preservando i tessuti sociali e tribali delle popolazioni, codificandoli in leggi e cambiando solo ciò che contrastava con le leggi Cristiane. Si pensa anche che abbia introdotto l'alfabeto latino in Irlanda, cosa che permise ai monaci irlandesi di preservare parti massicce della letteratura orale celtica. La storicità di queste affermazioni è oggi soggetto di dibattito e non c'è diretta evidenza di collegamento tra Patrizio e questi fatti. Il mito di Patrizio, come lo chiamano alcuni studiosi, fu costruito nei secoli successivi alla sua morte. È infatti oggi accettato quasi universalmente che vi fossero già Cristiani prima della sua venuta, nonché pagani dopo la sua morte.

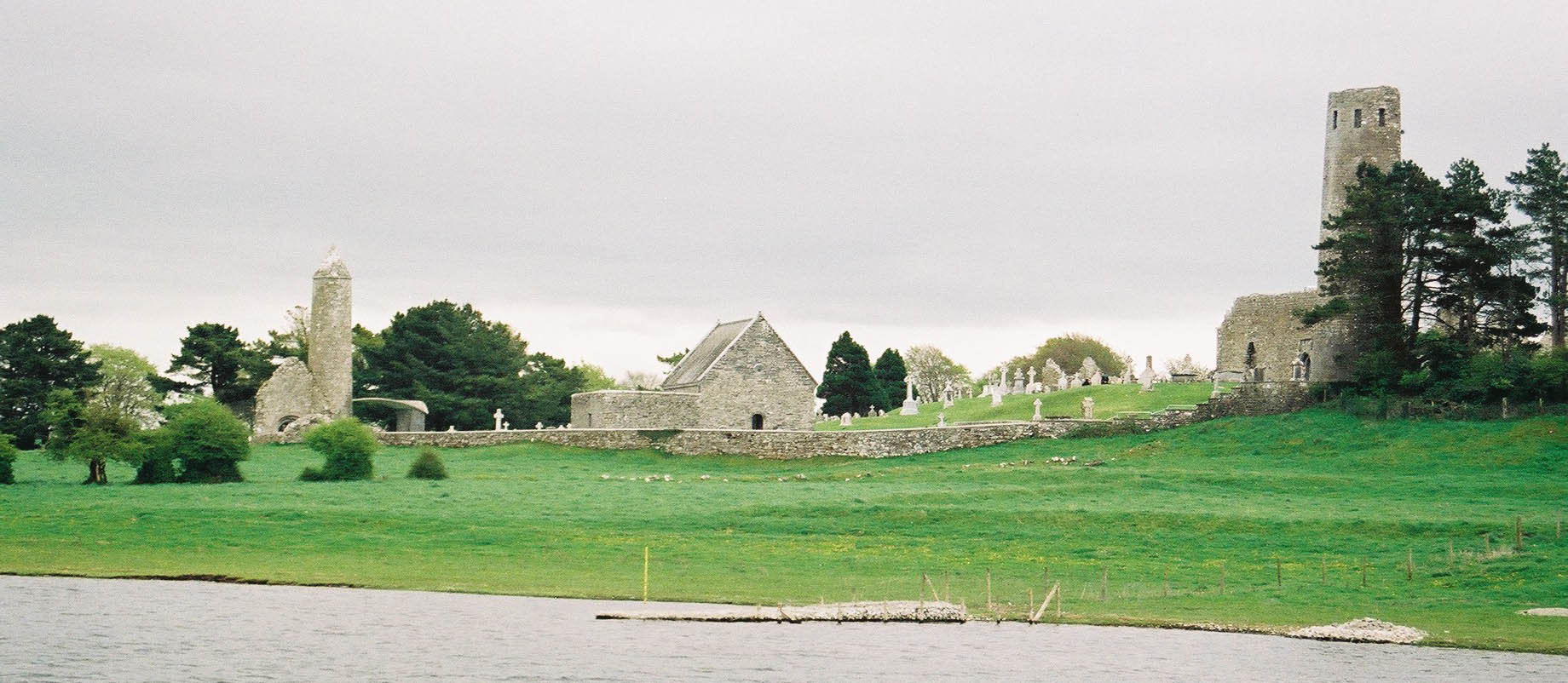
Il monastero di Clonmacnoise, avviato nel 500 e sviluppato nei secoli successivi, è solo uno dei moltissimi monasteri che fiorirono in Irlanda nel tempo

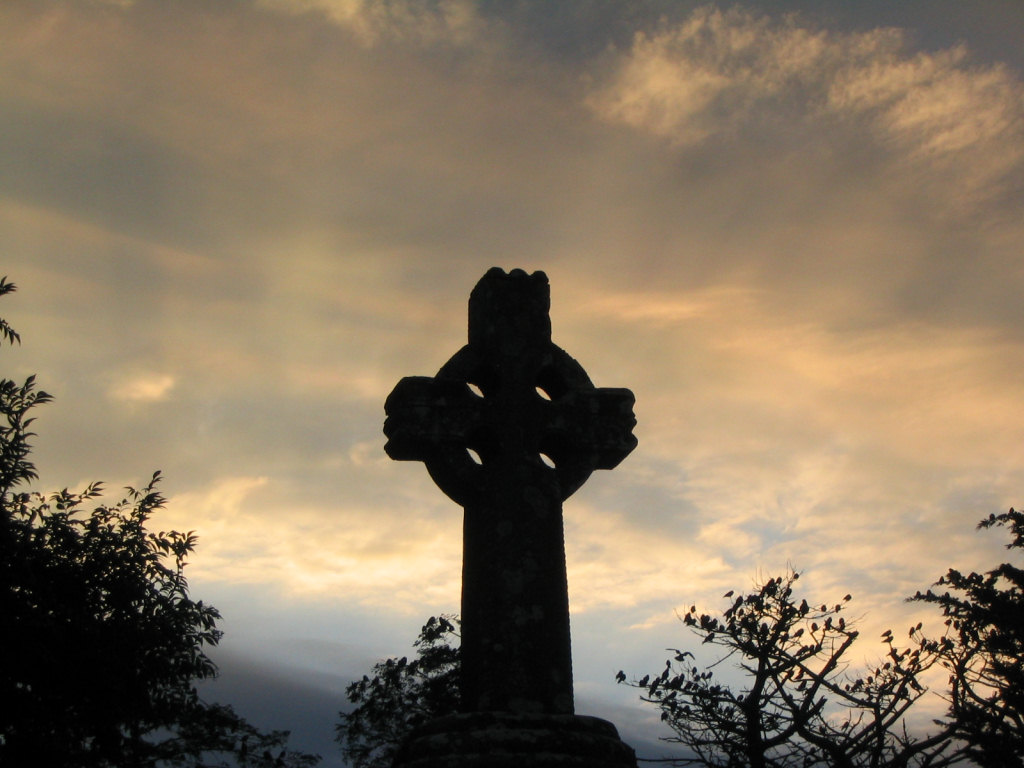
Una delle tante croci celtiche che apparvero nei monasteri, spesso riccamente decorate, in questo caso in un altro centro religioso principale, Knock

Ciò che è certo è che la tradizione dei druidi collassò in breve tempo, sia per il diffondersi inarrestabile della nuova fede, sia per i postumi di pestilenze e carestie avvenute a causa dei cambiamenti climatici del 535. Gli studiosi irlandesi, intanto, eccellevano nell'uso della lingua latina, che apprendevano imparando la teologia cristiana nei numerosi monasteri che iniziarono a fiorire copiosamente. Iniziò un periodo d'oro per la cultura irlandese, dato che missionari partivano dall'Irlanda per l'Inghilterra e l'Europa continentale, come l'abate missionario evangelizzatore San Colombano, futuro fondatore delle abbazie di Luxeuil e di Bobbio, portando ventate di sapere e cultura grazie ai loro scriptorium, mentre non di rado studiosi di altre nazioni facevano visita ai monasteri irlandesi. Inoltre queste strutture isolate in maniera eccellente aiutarono a preservate l'insegnamento latino durante il Medioevo. Oltre alla cultura in genere, anche le arti fiorirono all'interno dei monasteri, come la lavorazione dei manoscritti, l'oreficeria, la metallurgia e la scultura, che portarono a capolavori artistici come il Libro di Kells, gioielli religiosi riccamente adornati e molte delle famose croci celtiche scolpite che si trovano sparse ancora oggi un po' ovunque nell'isola. Nei siti è facile trovare anche altre strutture tipiche del tempo come clochán, forti circolari e fortificazioni a picco su promontori e colline.
La Chiesa irlandese assunse presto un carattere nazionale e sviluppò riti propri (si parla di Cattolicesimo di rito celtico), perciò furono sempre accolte parzialmente le sollecitazioni da parte di Roma perché si uniformasse al calendario liturgico ed alla celebrazione canonica.
In questi anni avvenne una delle primissime invasioni inglesi in Irlanda. Nel 684, infatti, una spedizione spedita dal Re della Northumbria Ecgfrith, approdò in Irlanda nell'estate. Le forze anglosassoni riuscirono a fare un discreto numero di prigionieri e di bottini, ma non sembra stettero molto sull'isola. La successiva invasione inglese sarebbe avvenuta soltanto mezzo millennio dopo, nel 1169, stavolta ad opera dei Normanni.

## Invasioni vichinghe

### Primi assalti
Nei primi secoli del Medioevo, la carta politica irlandese si semplificò ed alla miriade di antichi piccoli regni ne sorsero solo cinque, la cosiddetta pentarchia. A Nord c'era l'Ulster, ad Est il Meath ed il Leinster, a Sud-Ovest il Munster ed a Nord-Ovest il Connacht. I sovrani, tuttavia, ebbero sempre un potere limitato e riconobbero tutti l'autorità di un Re supremo.
Questa situazione, tuttavia, durò solo fino al IX secolo, quando i Vichinghi danesi invasero l'Irlanda e la occuparono parzialmente.

Le spedizioni vichinghe in mappa: l'Irlanda, in verde, fu all'inizio soltanto colpita da assalti temporanei, mentre dal X secolo ci furono i primi stanziamenti, le parti in rosso

La prima incursione vichinga nella storia irlandese avvenne nel 795, quando alcune frange di questo popolo originario della Norvegia depredarono l'isola di Lambay, poco al largo della costa di Dublino: i primi assalti vichinghi erano generalmente di scala ridotta e decisamente brevi, ma furono immediatamente incisivi sulla situazione culturale irlandese, dato che determinarono la fine dell'era aurea della cultura cristiana irlandese. Dalla fine dell'VIII secolo iniziò un periodo, che sarebbe durato circa duecento anni, di intermittenti battaglie permesse dalle ondate delle popolazioni nordiche, le quali miravano spesso ai ricchi monasteri e saccheggiavano i villaggi gaelici.
Secondo varie ricostruzioni, i Vichinghi avevano in precedenza salpato verso le Shetland, poi più sud verso le isole Orcadi, per poi arrivare alla costa atlantica della Scozia fino a raggiungere l'Irlanda.
Durante i primi assalti, i vichinghi esplorarono praticamente tutta la costa irlandese, comprese le remote isole Skellig: si pensa fossero imprese avviate da aristocratici di propria sponte, tanto che nomi di vari condottieri sono riportati negli annali irlandesi: Saxolb (Soxulfr) nell'837, Turges (Þurgestr) nell'845, Agonn (Hákon) nell'847

### Insediamenti successivi

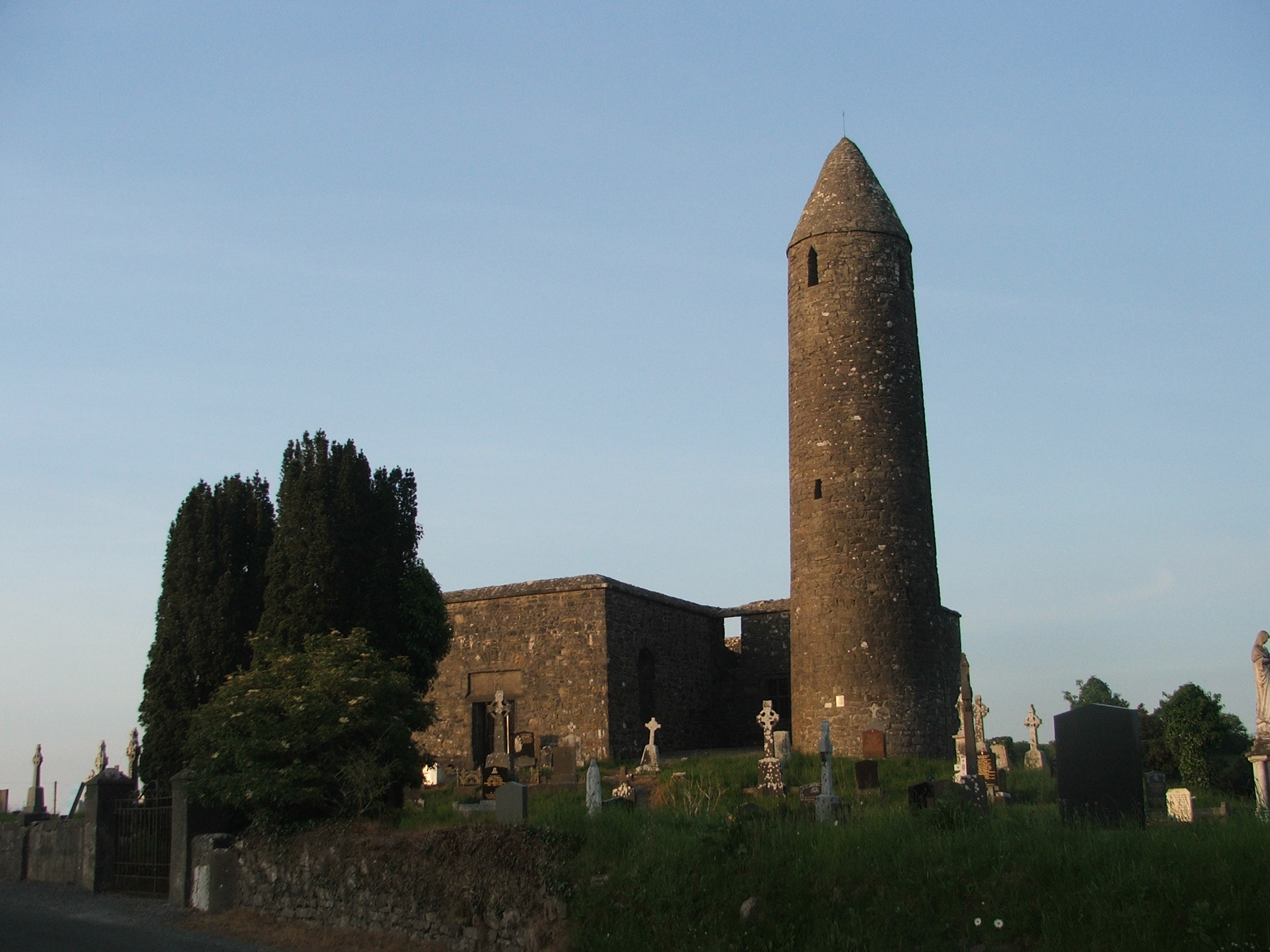
Torre circolare a Turlough, Mayo
Queste costruzioni, databili tra il 900 e il 1200, sono oggetto di varie teorie riguardo ai motivi della loro costruzione, ma si pensa soprattutto che venissero costruite per difendere i monasteri, principali prede dei Vichinghi, per difenderli dalle razzie

Intorno all'840 sia l'Irlanda che l'Inghilterra erano soggette a continui assalti delle popolazioni vichinghe, ed è proprio in questi anni che i Vichinghi iniziarono a fondare degli insediamenti sulla costa irlandese per passarvi l'inverno, decisamente più mite rispetto alle loro terre d'origine. La prima città ad essere fondata fu Waterford, seguita poi da Wexford, Limerick, Cork, Arklow ed anche Dublino. L'evidenza archeologica riscontrata a Kilmainham, nella zona occidentale di Dublino, è la prova più eclatante della permanenza stabile dei vichinghi in Irlanda durante quel periodo. Fonti scritte del tempo dichiarano che i Vichinghi in quel periodo si muovevano velocemente verso l'interno per attaccare, usando spesso i fiumi come lo Shannon per poi ritornare nei loro covi costieri.
Thorgest (in latino Turgesius) fu il primo Vichingo a tentare d'instaurare un Regno Irlandese.

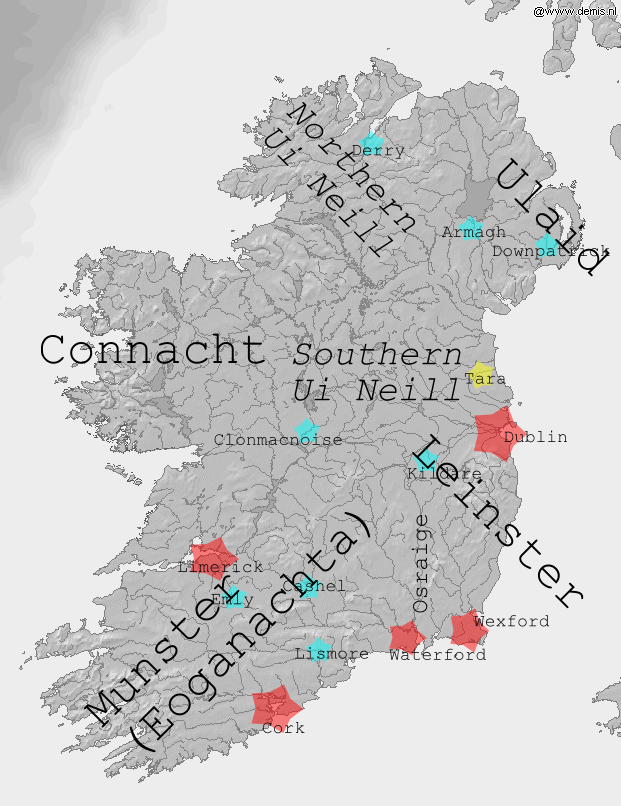
La situazione in Irlanda intorno al 900

Navigò risalendo lo Shannon ed il Bann verso Armagh nell'839 dove formò un reame che si estendeva in zone estese di Ulster, Connacht e Meath e che durò dall'839 all'845. Nell'845 fu rapito ed annegato nel Lough Owen da Máel Sechnaill mac Maíl Ruanaid, Re di Mide.
Nell'848, Máel Sechnaill, divenuto Re Supremo, sconfisse un'armata Norvegese a Sciath Nechtain. Sostenendo che la sua causa era in favore dei cristiani contro i pagani, richiese l'aiuto dell'imperatore franco Carlo il Calvo, ma invano.
Nell'852, i Vichinghi Ivar Beinlaus ed Olaf il Bianco sbarcarono nella Baia di Dublino e fecero erigere una fortezza, proprio dove oggi è situata la città. Olaf il Bianco era figlio di un re norvegese e si autoproclamò re di Dublino. Questo momento è considerato da molti come la data della fondazione della città, ma nel 902 l'insediamento, come molti altri di origine vichinga, era già stato abbandonato. Nell'853 i Vichinghi si erano intanto stabiliti a Waterford
In un periodo non del tutto chiaro del IX secolo, i norreni fondarono un insediamento fortificato vicino alla foce del fiume Avoca ad Inber Dea, oggi conosciuto come Arklow, nella contea di Wicklow. Il nome "Arklow" deriva infatti dalla parola scandinava Arnkell od Arnketill con l'aggiunta della parola Ló, che significa "prato in basso". La zona di Arklow era comunque occupata dai vichinghi almeno dall'836, dato che gli Annali dell'Ulster riportano l'attacco dei pagani di Inber Dea a Kildare.
Un nuovo e ben più intenso periodo di colonizzazione avvenne intorno al 914. In quest'anno Waterford fu occupata nuovamente, divenendo la prima città d'Irlanda. La città fu fondata dal vichingo Regnall e la "Torre di Reginaldo" (Reginald's Tower) presente tuttora in città, a lui dedicata, è l'edificio urbano civico più antico dell'isola d'Irlanda. Waterford è tra l'altro l'unica città irlandese a mantenere il suo nome d'origine vichinga, che significa fiordo dell'ariete o fiordo ventoso, dato che gli irlandesi erano soliti chiamare l'area Cuan na Gréine, "Porto del Sole". Tra il 915 ed il 922, Cork, Dublino, Wexford e Limerick furono fondate. Scavi significativi a Dublino e Waterford compiuti nel XX secolo hanno portato alla luce patrimoni culturali vichinghi di queste città. Anche la Battaglia di Confey avvenne in questo periodo.
I Vichinghi fondarono varie altre località costiere, e dopo varie generazioni un gruppo etnico formato sia da irlandesi che norreni si andava sviluppando (quello che viene chiamato gruppo dei Gall-Gaels, dato che Gall in irlandese significa "straniero", in questo caso i Norvegesi). L'influenza nordica di questo periodo storico dell'Irlanda si riflette su molti dei cognomi dei re irlandesi del tempo (ad esempio Magnus, Lochlann o Sitric) ed anche da studi sul DNA dei residenti delle zone costiere irlandesi al giorno d'oggi.

### Fine del dominio vichingo e breve restaurazione gaelica

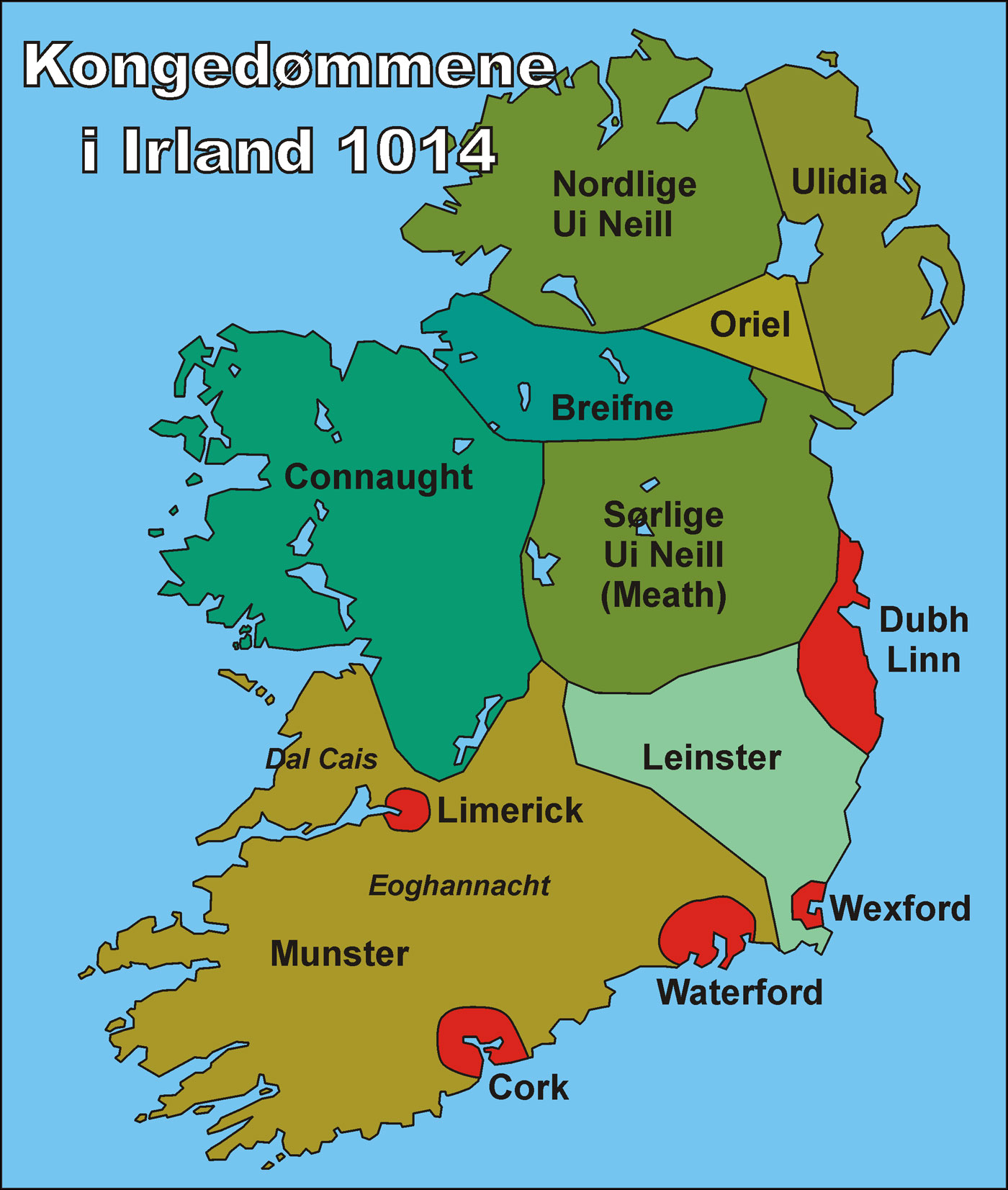
L'Irlanda al tempo della Battaglia di Clontarf, in rosso sono evidenziate le roccaforti vichinghe

I discendenti di Ivar Beinlaus stabilirono una lunga dinastia a Dublino e da questa base poterono dominare gran parte dell'isola. Questo dominio fu definitivamente interrotto dallo sforzo congiunto di Máel Sechnaill mac Domnaill, Re di Meath, e Brian Boru (c. 941- 1014). Alla fine del X secolo, Brian Boru, rampollo di una tribù relativamente oscura della parte centro-occidentalde dell'Irlanda, i Dál gCais, aveva raggiunto abbastanza influenza politica attraverso varie manovre interne e conquiste, da reclamare il titolo di ard righ (Re Supremo). Boru ed i suoi alleati sconfissero una armata formata da Vichinghi e Gall-Gael nella Battaglia di Clontarf del 1014. Sebbene lo stesso Boru non sopravvisse in battaglia, i Vichinghi cessarono di essere il potere dominante irlandese e finirono con l'essere assimilati gradualmente nella popolazione indigena.
I discendenti di Boru fallirono nel mantenere il trono unificato, col risultato di una frammentazione del territorio irlandese in regni a carattere regionale, fattore che avrebbe favorito la successiva invasione dei Normanni operata da Strongbow nel 1169. L'isola, quindi, riassunse parzialmente l'organizzazione precedente all'invasione, con i regni, il sovrano supremo ed il cattolicesimo come confessione dominante. Nel restaurato ordine, tuttavia, nonostante circa 150 anni di libertà da invasioni straniere, si accesero progressivamente i conflitti tra il monarca ed i capi militari, poiché, mentre il primo cercava di accentrare sempre di più il potere, i secondi si dimostravano gelosi delle proprie autonomie. Inoltre le guerriglie interne interdinastiche continuarono ad affievolire risorse ed energie. Nel 1150, Christian Malone, Abbate di Clonmacnoise, scrisse un famoso libro intitolato "Chronicum Scotorum", una cronologia dell'Irlanda dall'inondazione al XII secolo.

## L'invasione normanna

### Dalle lotte intestine allo sbarco normanno

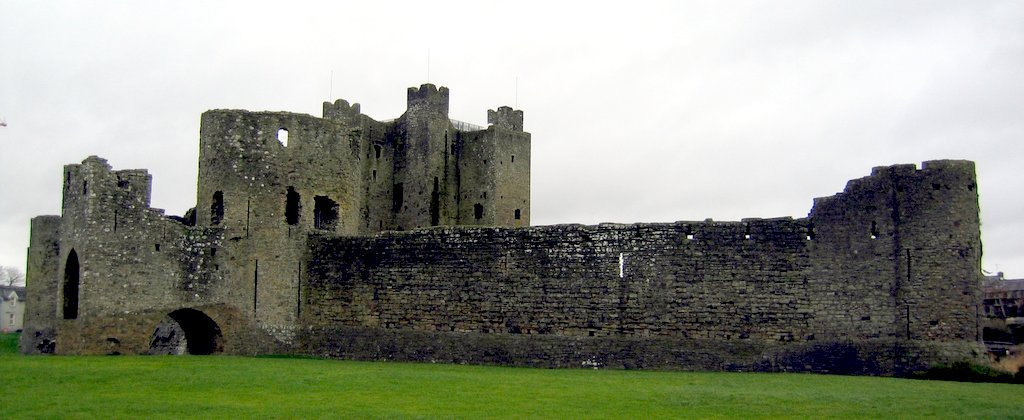
Il Castello di Trim, una delle tante roccaforti e torri costruite dai Normanni

Dal XII secolo, l'Irlanda fu divisa politicamente in una mutevole gerarchia di regni minori e regni di dimensioni più discrete. Il potere però era di fatto esercitato da poche dinastie regionali che si contendevano in conflitto la supremazia dell'isola. Gli Uí Néill del Nord possedevano gran parte di ciò che è oggi l'Ulster. I loro omonimi, gli Uí Néill del Sud, erano Regnanti di Brega (Meath). Il regno di Leinster era tenuto saldo dalla dinamica dinastia dei Uí Cheinnselaigh. Un nuovo regno sorse tra Leinster e Munster, Osraige, governato dalla famiglia di Mac Giolla Phádraig. Il Munster era formalmente controllato dai Mac Cartaig, che erano tuttavia spesso assoggettati agli Uí Bhriain di Thomond. A nord di Thomond, i supremi regnanti del Connacht erano gli Uí Chonchubhair.
Dopo aver perso la protezione del signore di Tyrone, Muirchertach MacLochlainn, Supremo Re d'Irlanda, che morì nel 1166, Dermot MacMurrough (Diarmait Mac Murchada in gaelico), fu esiliato forzatamente da una confederazione di forze irlandesi capeggiato dal nuovo Re Supremo, Ruairí O'Connor.

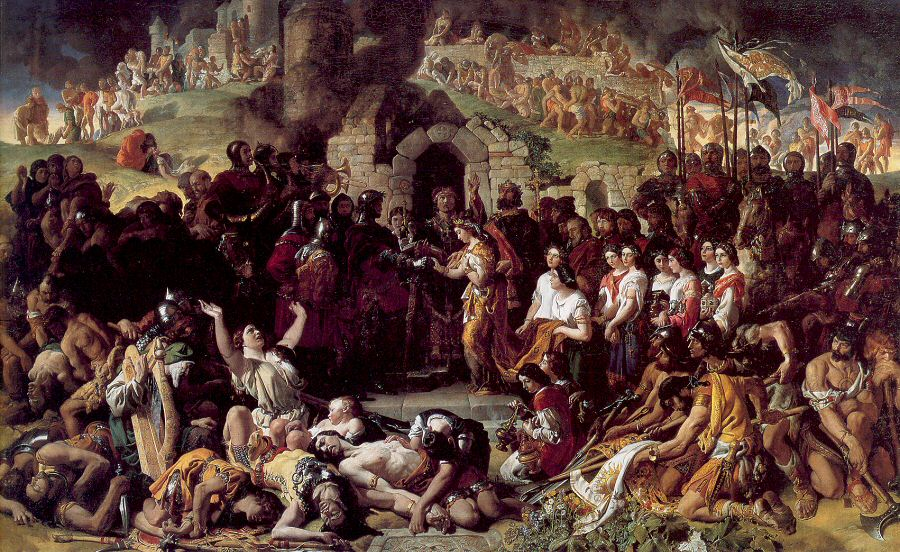
Il matrimonio di Strongbow con Aoife in un dipinto di Daniel Maclise, allegoria dell'invasione dell'Irlanda da parte dei Normanni

Dirmait salpò prima verso Bristol ed in seguito in Normandia, chiedendo ed ottenendo il permesso da Enrico II di usare le proprie armate per riprendere il suo regno. Nel 1167 MacMurrough aveva già ottenuto l'appoggio di Maurice Fitz Gerald, ma riuscì a persuadere anche Rhys ap Gruffydd, principe di Deheubarth, a rilasciare dalla prigionia il fratellastro di Maurice, Robert Fitz-Stephen, per fargli prendere parte alla spedizione. Ma soprattutto ottenne il supporto del Conte di Pembroke, il famoso Riccardo di Clare più conosciuto come Strongbow.
Il primo cavaliere normanno a sbarcare in Irlanda fu Richard fitz Godbert de Roche nel 1167, ma fu soltanto nel 1169 che gran parte delle forze Normanne, Gallesi e Fiamminghe arrivarono a Wexford. In poco tempo ripresero il Leinster e le città di Waterford e Dublino furono assegnate sotto il controllo di Diarmait, che nel frattempo aveva fatto sposare Strongbow con la figlia e l'aveva designato come successore ed erede di questo regno. L'evento causò notevole costernazione ad Enrico II, che temeva l'instaurazione di un regno normanno rivale, decidendo così di visitare il Leinster per stabilire la sua autorità.

### La bolla papale e l'invasione di Enrico

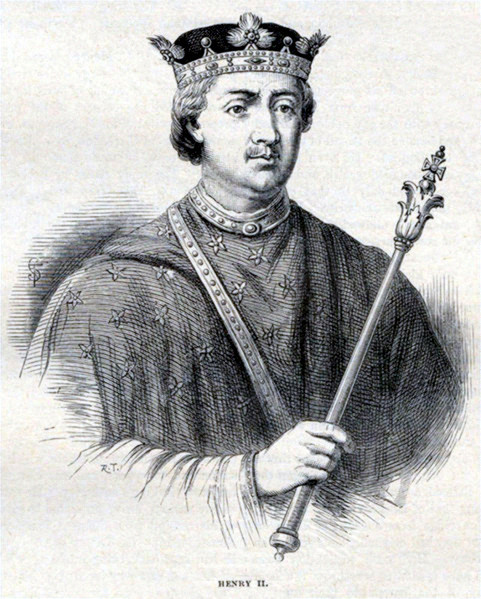
Enrico II

Papa Adriano IV (il primo ed unico papa inglese della storia) aveva già emanato una bolla papale nel 1155 che dava ad Enrico II l'autorità di invadere l'Irlanda in modo da frenare gli abusi e la corruzione ecclesiastici. Fu fatto tuttavia un uso meno restrittivo della Bolla Laudabiliter, dato che il suo testo dava autorizzazione papale di dominare non solo l'isola d'Irlanda, bensì tutte le isole al largo della costa europea, inclusa la Gran Bretagna, sulla scia di quanto aveva fatto in Italia la Donazione di Costantino. Il passo rilevante del testo sancisce: 
(Bolla Papale Laudabiliter)
Richiami alla Laudabiliter divennero più frequenti nel tardo periodo Tudor quando le ricerche rinascimentali degli studiosi umanisti misero in dubbio la storicità della Donazione di Costantino.
Enrico sbarcò con una copiosa flotta a Waterford nel 1171, divenendo il primo Re d'Inghilterra a mettere piede sul suolo irlandese. Sia Waterford che Dublino vennero proclamate "Città Reali" (Royal Cities). Il successore di Adriano, Papa Alessandro III, ratificò la concessione delle terre irlandesi nel 1172. Enrico destinò i suoi territori irlandesi al suo figlio più giovane Giovanni, che fu elevato al rango di Dominus Hiberniae ("Signore d'Irlanda"). Quando però Giovanni inaspettatamente successe al fratello come Re Giovanni, il "Regno d'Irlanda" finì direttamente sotto la Corona inglese.
Enrico fu guardato di buon occhio da buona parte dei sovrani locali irlandesi, che lo vedevano come una soluzione alla continua espansione del Leinster e degli Hiberno-Normanni. Questa situazione politica portò alla stipula del Trattato di Windsor nel 1175 tra Enrico e Ruaidhrí. Tuttavia, con sia Diarmuid che Strongbow morti (rispettivamente nel 1171 e 1176), Enrico tornato in Inghilterra e Ruaidhrí incapace di controllare i suoi vassalli, nell'arco di due anni l'assetto politico cambiò rapidamente. John de Courcy invase e controllò gran parte dell'Ulster orientale nel 1177, Raymond le Gros aveva già conquistato Limerick e quasi tutto il Munster settentrionale, mentre le altre famiglie Normanne come Prendergast, fitz Stephen, fitz Gerald, fitz Henry e le Poer erano in continua mobilitazione per creare propri regni.

## Signoria d'Irlanda, 1185-1254

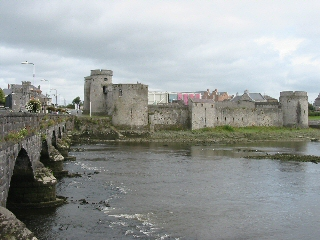
Il King John's Castle situato nella sponda meridionale dello Shannon a Limerick. Fu costruito nel XII secolo per ordine di Re Giovanni

Inizialmente i Normanni controllarono grandi aree d'Irlanda, stabilizzandosi sull'intera costa orientale, da Waterford fino all'Ulster orientale, e penetrando in profondità anche verso l'ovest, con aree nelle attuali contee di Galway e Mayo. Le potenze principali del territorio erano i grandi ducati hiberno-normanni come i Geraldines, i Butlers ed i Burkes, che controllavano vasti territori praticamente indipendenti dai governi di Londra e Dublino. Il Lord of Ireland rimaneva Re Giovanni, che, nelle sue visite del 1185 e 1210, aveva favorito lo stabilizzarsi delle aree normanne sia sul lato amministrativo che militare, oltre che portato vari re gaelici a prestargli lealtà; alcuni come Cathal Crobderg Ua Conchobair, concessero il loro trono a lui e le sue armate.

### Invasione contenuta
I normanni furono anche piuttosto fortunati ad avere leader del calibro dei Butler, Marshall, de Burgh, de Lacy e Broase, con mentalità dinamiche e intelligenti a capo. La perdita, poi, della Normandia nel 1204, portò Giovanni a dedicare molto più tempo alle faccende irlandesi che non lo videro affatto lontano. Tuttavia, gli Hiberno-Normanni cominciarono a soffrire di una serie di eventi che rallentarono se non a volte del tutto fermarono lo spargersi dei loro insediamenti e della loro influenza:
Dapprima ci furono numerose rivolte espletate in attacchi lanciati dai Signori Gaelici che avevano accettato la Signoria inglese. Avendo perso le battaglie sul campo coi cavalieri normanni per difendere i loro territori, i sovrani gaelici dovevano ora cambiare tattiche e affrontare le corazzate armate normanne. Cominciarono a tendere agguati e raid contro risorse, oltre che ad effettuare attacchi a sorpresa. Questo portò ad una forte riduzione delle risorse a disposizione dei Normanni, oltre che a ridurre fortemente anche l'addestramento dei cavalieri, ma soprattutto a varie perdite di territori che tornarono gaelici.
Inoltre la mancanza di un indirizzo preciso politico da parte di Enrico III e del suo successore, Edoardo I (molto più concentrati sulle vicende in Gran Bretagna e nei loro territori continentali) significò che per i coloni in Irlanda venne a mancare il supporto della Corona inglese, soprattutto di tipo finanziario, con una drastica limitazione del controllo territoriale. Anche le nascenti suddivisioni interne deteriorano la posizione Normanna e portarono a guerre intestine tra gli Hiberno-Normanni di spicco come i de Burghs, FitzGeralds, Butlers e de Berminghams. 
Aspetto ultimo fu la divisione delle tenute tra i vari eredi delle famiglie che portarono ad una eccessiva frammentazione delle signorie normanne in piccole unità: caso esemplare quello dei Marshall del Leinster, che divisero un possedimento in cinque.
Le questioni politiche e gli eventi nell'Irlanda Gaelica servirono ad arginare e inglobare nell'orbita irlandese i colonizzatori, che non tardarono ad allearsi con sovrani gaelici per muovere guerra ad altri normanni.

## Rinascita Gaelica e declino Normanno, 1254–1536

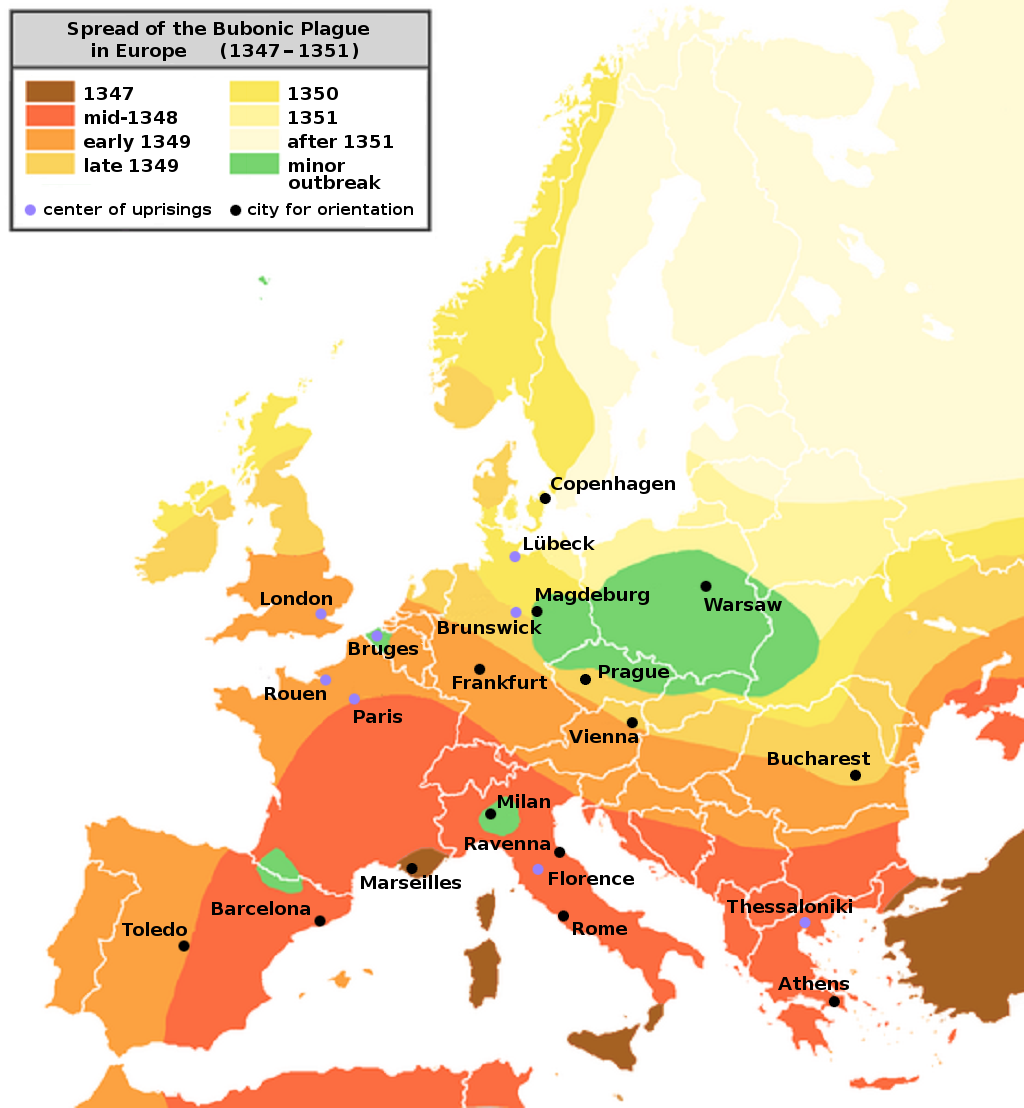
La Morte Nera, rapidamente diffusasi in Europa, raggiunse l'Irlanda nel 1348 decimando le popolazioni urbane a maggioranza Hiberno-Normanna

L'Irlanda Hiberno-Normanna fu profondamente colpita da tre eventi del XIV secolo. Il primo fu l'invasione dell'Irlanda da parte di Edward Bruce di Scozia che, nel 1315, raccolse intorno a sé molti dei signori irlandesi contro la presenza inglese in Irlanda. Nonostante la successiva disfatta di Bruce nella Battaglia di Faughart, vicino Dundalk, le sue truppe causarono una grossa ondata di distruzione, specialmente nelle aree densamente popolate intorno Dublino. In questa situazione caotica, i signori Irlandesi locali si ripresero grosse quantità di terre che le loro famiglie avevano perso sin dalla prima conquista.
Il secondo evento fu l'assassinio di William Donn de Burgh, 3º Conte dell'Ulster, nel giugno 1333, che portò alla suddivisione ereditaria del suo territorio in tre parti distinte, una delle quali, in Connacht si ribellò alla Corona e si alleò velocemente con le forze gaeliche. In poco tempo, praticamente, tutta l'Irlanda ad ovest dello Shannon cadde dal dominio Hiberno-Normanno.
La terza calamità per la presenza medievale inglese in Irlanda fu la Morte Nera, che arrivò nell'isola nel 1348. Siccome molti degli abitanti inglesi e normanni vivevano nei villaggi e nei centri abitati, la pestilenza colpì molto più duramente queste popolazioni rispetto a quelle gaeliche, che erano più disperse in insediamenti rurali. Un racconto celebrato proveniente da un monastero di Kilkenny narra della pestilenza come l'inizio dell'estinzione dell'umanità e la fine del mondo. La calamità fu un autentico disastro per gli insediatori britannici e, dopo che terminò, la cultura, i costumi e la lingua gaelica erano tornati dominanti nell'isola. L'area controllata dagli inglesi era ridotta ad un'area fortificata intorno Dublino, chiamata notoriamente The Pale.

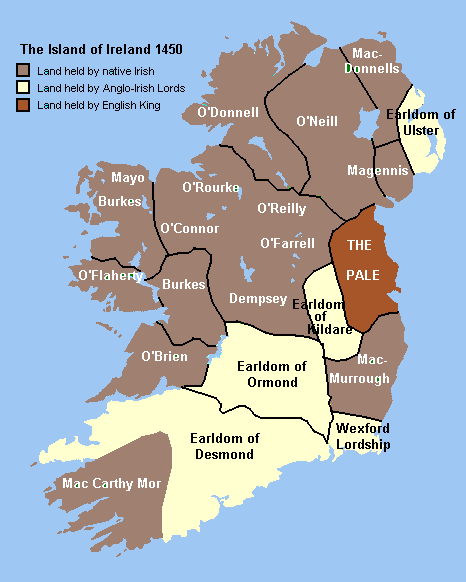
Nel 1450 l'Irlanda si presentava come un mosaico di regni, in gran parte tornati in mano gaeliche, altri tenuti da normanni alleati agli irlandesi, mentre la presenza inglese era circostanziata alla regione The Pale

Cause ulteriori della rinascita Gaelica erano la profonda intolleranza politica e personale contro gli Hiberno-Normanni, peggiorata dalla procrastinazione e dagli orrori portati dalle successive carestie. 
Spinti via dalle aree fertili, gli Irlandesi erano costretti a sopravvivere su terre sperdute che non potevano offrire sostentamento e sicurezza specialmente negli anni peggiori di carestia, come il 1271 ed il 1277, ma anche il periodo tra il 1311–1319.
Fuori dal Pale, gli Hiberno-Normanni adottarono il linguaggio irlandese ed i costumi della gente del posto: divennero conosciuti come Old English e coniati con una definizione divenuta celebre da un commentatore inglese contemporaneo, more Irish than the Irish themselves ("più irlandesi degli irlandesi stessi"). Nei secoli successivi si schierarono sempre più con gli Irlandesi nei conflitti politici e militari con l'Inghilterra e rimasero sostanzialmente cattolici dopo la Riforma. Le autorità del Pale erano talmente preoccupate della "Gaelicizzazione" dell'Irlanda che, nel 1367 in un Parlamento costituito a Kilkenny, promulgarono una legislazione speciale (conosciuta come gli Statuti di Kilkenny) che tra le varie cose vietavano a discendenti inglesi di parlare il gaelico, vestire come gli irlandesi e sposare persone irlandesi. Tuttavia, siccome il governo di Dublino aveva decisamente poca autorità, gli Statuti non ebbero granché effetto.
Lungo il XV secolo, questi orientamenti continuavano costantemente e l'autorità centrale diminuiva consistentemente. Lo stemma della monarchia inglese si trovò avvolta in un turbine politico che culminò nella celebre Guerra delle due rose, col risultato che l'influenza inglese in Irlanda si ridusse in maniera nettissima. I successivi Re d'Inghilterra delegarono la loro autorità costituzionale della Signoria d'Irlanda alla potente famiglia Fitzgerald di Kildare, che seppe bilanciare il potere militare con continue alleanze tra Lord e famiglie. Questo portò ad un ulteriore allontanamento della Corona inglese dalle realtà politiche irlandesi. Le stesse forze gaeliche, sempre più potenti, crearono una politica sempre più indipendente ed alienante rispetto a quella inglese, che sarebbe durata fino alla Riconquista Tudor.